# Metrovacesa
Metrovacesa ist eine Immobiliengesellschaft aus Spanien mit Firmensitz in dem neu errichteten eigenen Büropark Vía Norte in Madrid.
Metrovecesa besitzt vorwiegend in Spanien Immobilien: Gewerbliche Büroimmobilien, Hotels und Shopping-Centers. Die Sparte Immobilienentwicklung (Wohnungsbau) wurde im Rahmen der Finanzkrise eingestellt. Das Unternehmen geht zurück bis in das Jahr 1918, als die Brüder Miguel und Carlos Mendoza das Unternehmen Compania Urbanizadora Metropolitana gründeten. Metrovacesa hält eine relevante Beteiligung an der französischen Immobilienfirma Gecina in Paris. Am 18. November 2003 wurde Metrovacesa von der kleineren BAMI S. A. übernommen.